# Lijst van politieke partijen op Aruba
De lijst van politieke partijen op Aruba is een historisch overzicht van politieke partijen die in het heden of het verleden deelgenomen hebben aan Arubaanse verkiezingen, zowel tijdens de constellatie van de Nederlandse Antillen op lokaal en landsniveau en vanaf de Status Aparte op landsniveau. Registratie bij de Arubaanse Electorale Raad is sedert 2001 vereist voor deelname aan verkiezingen en geldt tevens als erkenning om als rechtspersoon op te treden.
Aruba kent een meerpartijenstelsel en normaliter is er een coalitie van twee of drie politieke partijen nodig om een regering te vormen. Vanaf 1 januari 1986 vormden hierop een uitzondering de 
MEP-kabinetten Oduber III en IV en de AVP-kabinetten Mike Eman I en II, die door één politieke partij met een absolute meerderheid in het parlement werden gesteund.

## Actieve partijen
Aan de laatste verkiezingen gehouden op 6 december 2024 namen elf politieke partijen deel. De verkiezingsuitslag leverde vier deelnemers een of meerdere zetels in de Staten van Aruba op. Drie partijen verdwenen uit het parlament. 

### Vertegenwoordigd
| Logo | Partij                                                      | Afkorting | Ontstaan | Voortgekomen uit                        | Leider              | Zetels |  |                                                   |     |      |            |           |   |
| ---- | ----------------------------------------------------------- | --------- | -------- | --------------------------------------- | ------------------- | ------ |  | ------------------------------------------------- | --- | ---- | ---------- | --------- | - |
| Logo | Partij                                                      | Afkorting | Ontstaan | Voortgekomen uit                        | Leider              | Zetels |  | Partido di Pueblo Arubano (Arubaanse Volkspartij) | AVP | 1942 | Groep Eman | Mike Eman | 9 |
|      | Movimiento Electoral di Pueblo (Electorale Volksbeweging)   | MEP       | 1971     | AVP (afsplitsing) en UNA (voortzetting) | Evelyna Wever-Croes | 8      |  |                                                   |     |      |            |           |   |
|      | FUTURO (Toekomst)                                           | FUTURO    | 2024     |                                         | Gerlien Croes       | 3      |  |                                                   |     |      |            |           |   |
|      | Partido Patriotico di Aruba (Arubaans Patriottische Partij) | PPA       | 1949     | AVP (afsplitsing)                       | Otmar Oduber        | 1      |  |                                                   |     |      |            |           |   |

### Niet vertegenwoordigd
| Logo | Partij | Afkorting | Ontstaan | Voortgekomen uit                                   | Leider                    | Laatste periode in Staten |  |                                        |     |      |  |               |           |
| ---- | --- | --------- | -------- | -------------------------------------------------- | ------------------------- | ------------------------- |  | -------------------------------------- | --- | ---- |  | ------------- | --------- |
| Logo | Partij | Afkorting | Ontstaan | Voortgekomen uit                                   | Leider                    | Laatste periode in Staten |  | RED Democratico (Democratisch Netwerk) | RED | 2003 |  | Ricardo Croes | 2017-2021 |
|      | Cristiannan Uni Reforzando Potencial di Aruba (Christenen verenigd ter versterking van Aruba's potentieel) | CURPA     | 2009     |                                                    | Eric Ras                  | --                        |  |                                        |     |      |  |               |           |
|      | Union Patriotico Progresista (Progressief Patriottische Unie)                                              | UPP       | 2013     | MEP (afsplitsing)                                  | Seraida Pemberton-Leonard | --                        |  |                                        |     |      |  |               |           |
|      | Movimiento Arubano Soberano (Arubaanse Soevereiniteitsbeweging)                                            | MAS       | 2015     |                                                    | Marisol Lopez-Tromp       | 2021-2024                 |  |                                        |     |      |  |               |           |
|      | Pueblo Orguyoso y Respeta (Trots en Eerwaardig Volk)                                                       | POR       | 2016     | AVP (afsplitsing) en fusie Partido Democracia Real | Alan Howell               | 2017-2021                 |  |                                        |     |      |  |               |           |
|      | RAIZ (Roots)                                                                                               | RAIZ      | 2017     |                                                    | Ursell Arends             | 2021-2024                 |  |                                        |     |      |  |               |           |
|      | Accion 21 (Actie 21)                                                                                       | A21       | 2020     |                                                    | Miguel Mansur             | 2021-2024                 |  |                                        |     |      |  |               |           |
|      | Hubentud Treciendo Cambio (Jongeren brengen Verandering)                                                   | HTC       | 2020     |                                                    | Gilbert Webb              | --                        |  |                                        |     |      |  |               |           |
|      | Pueblo Prome (Volk Eerst)                                                                                  | PP        | 2021     |                                                    | Michael Williams          | --                        |  |                                        |     |      |  |               |           |

## Niet actieve of ter ziele gegane partijen
Deze volgende lijst bevat partijen die aan de laatste verkiezing (2017) niet hebben meegedaan.
| Logo | Partij                                                                                | Afkorting                | Ontstaan | Voortgekomen uit              | Leider             | Laatst deelgenomen aan verkiezing |  |                                                                 |     |      |                   |             |      |
| ---- | ------------------------------------------------------------------------------------- | ------------------------ | -------- | ----------------------------- | ------------------ | --------------------------------- |  | --------------------------------------------------------------- | --- | ---- | ----------------- | ----------- | ---- |
| Logo | Partij                                                                                | Afkorting                | Ontstaan | Voortgekomen uit              | Leider             | Laatst deelgenomen aan verkiezing |  | Movimiento Patriotico Arubano (Arubaans Patriottische Beweging) | MPA | 2005 | PPA (afsplitsing) | Monica Kock | 2009 |
|      | Summum Bonum (Summum Bonum)                                                           | SB                       | 2005     |                               | Cornelius Wilson   | 2009 (MSI/SB)                     |  |                                                                 |     |      |                   |             |      |
|      | Plataforma Politico di Trahador (Politieke Arbeidersplatform)                         | PPT                      | 2005     |                               | Gregorio Wolff     | 2005 (PPT/SB)                     |  |                                                                 |     |      |                   |             |      |
|      | Partido Democracia Real (Partij Echte Democratie)                                     | PDR                      | 2004     | MEP (afsplitsing)             | Andin Bikker       | 2013; opgegaan in POR (2017)      |  |                                                                 |     |      |                   |             |      |
|      | Movimiento Socialista di Aruba (Socialistische Beweging Aruba)                        | MSA                      |          |                               |                    | 2005 (ALIANSA/MSA)                |  |                                                                 |     |      |                   |             |      |
|      | Aliansa Democratico Aruba (Democratische Alliantie Aruba)                             | ALIANSA                  | 2001     |                               | Robert Wever       | 2005 (ALIANSA/MSA)                |  |                                                                 |     |      |                   |             |      |
|      | Movimiento Social Independiente (Onafhankelijke Sociale Beweging)                     | MSI                      | 2001     |                               |                    | 2009 (OLA/MSI)                    |  |                                                                 |     |      |                   |             |      |
|      | Conscientizacion pa Liberacion di Aruba (Bewustmaking voor een Vrije Aruba)           | CLA                      | 2001     |                               | Mariano Blume      | 2001                              |  |                                                                 |     |      |                   |             |      |
|      | Partido pa un Aruba Restructura Awor (Partij voor een Nu Gerestructureerd Aruba)      | PARA                     | 1998     |                               | Urbano Lopez       | 1998                              |  |                                                                 |     |      |                   |             |      |
|      | Organisacion Liberal Arubano (Arubaans Liberale Organisatie)                          | OLA                      | 1991     | MEP (afsplitsing)             | Glenbert Croes     | 2009 (OLA/MSI)                    |  |                                                                 |     |      |                   |             |      |
|      | Convergencia Royalista Nacional (Nationaal Koninkrijksconvergentie)                   | CORONA                   | 1992     |                               | Carol Helen Lejuez | 1993                              |  |                                                                 |     |      |                   |             |      |
|      | Partido Patriotico Nobo (Nieuwe Patriottische Partij)                                 | PPN                      | 1989     | PPA (afsplitsing)             | Hedwiges Werleman  | 1993                              |  |                                                                 |     |      |                   |             |      |
|      | Accion Democratico '86 (Democratische Actie '86)                                      | AD86                     |          | ADN (afsplitsing)             | Asidro Oduber      | 1989                              |  |                                                                 |     |      |                   |             |      |
|      | Accion Democratico Nacional (Nationaal Democratische Actie)                           | ADN                      | 1985     | MEP (afsplitsing)             | Charro Kelly       | 2001                              |  |                                                                 |     |      |                   |             |      |
|      | Partido Democratico Arubano (Arubaans Democratische Partij)                           | PDA                      | 1982     |                               | Lenny Berlinski    | 1993                              |  |                                                                 |     |      |                   |             |      |
|      | Reformistanan Uni pa Bienestar di Aruba (Verenigde Reformisten voor Arubaans Welzijn) | RUBA                     | 1977     | MEP (afsplitsing)             | Watty Vos          | 1979                              |  |                                                                 |     |      |                   |             |      |
|      | Movimiento pa Liberacion di Aruba (Vrijheidsbeweging Aruba)                           | MLA                      | 1977     | PPA (afsplitsing)             | Selwyn Spanner     |                                   |  |                                                                 |     |      |                   |             |      |
|      | Partido Liber di Aruba (Arubaanse Vrije Partij)                                       | PLA                      | 1975     |                               | Tecla Gibbs        | 1979                              |  |                                                                 |     |      |                   |             |      |
|      | UNA+PIA-PRO                                                                           | UNA-P.P.                 | 1966     | Fusie met PIA en PRO partijen |                    | 1967                              |  |                                                                 |     |      |                   |             |      |
|      | Partido Independiente Arubano (Onafhankelijke partij van Aruba)                       | PIA                      |          |                               |                    |                                   |  |                                                                 |     |      |                   |             |      |
|      | Partido Democratico Christiano (Christendemocratische partij)                         | PDC                      | 1959     | PPA (afsplitsing)             | Porfirio Croes     |                                   |  |                                                                 |     |      |                   |             |      |
|      | Union Nacional Arubano (Arubaanse Nationale Unie)                                     | UNA                      | 1948     |                               |                    | 1963                              |  |                                                                 |     |      |                   |             |      |
|      | Arubaanse Eenheidspartij                                                              | AEP                      | 1950     |                               | D.A. Vlaun         |                                   |  |                                                                 |     |      |                   |             |      |
|      | Lijst Frederik Kwartsz                                                                | Frederik Kwartsz         |          |                               |                    |                                   |  |                                                                 |     |      |                   |             |      |
|      | Groep Eman                                                                            | Groep Eman               | 1941     |                               | Jan Hendrik Eman   |                                   |  |                                                                 |     |      |                   |             |      |
|      | Groep Vrije Nederlanders                                                              | Groep Vrije Nederlanders | 1941     |                               |                    |                                   |  |                                                                 |     |      |                   |             |      |
|      | Rooms Katholieke Partij                                                               | R.K. Partij              | 1937     |                               |                    |                                   |  |                                                                 |     |      |                   |             |      |